# The Mask of Love
The Mask of Love é um filme mudo norte-americano de 1917, do gênero policial, dirigido por Joe De Grasse e estrelado por Lon Chaney, juntamente com Pauline Bush.

## Elenco
- Lon Chaney ... Marino
- Pauline Bush ... Carlotta